# Dugesia polychroa
Dugesia polychroa är en plattmaskart som beskrevs av Oswald Schmidt. Enligt Catalogue of Life ingår Dugesia polychroa i släktet Dugesia och familjen Planariidae, men enligt Dyntaxa är tillhörigheten istället släktet Dugesia och familjen Dugesiidae. Arten är reproducerande i Sverige. Inga underarter finns listade i Catalogue of Life.